# Campionati europei di atletica leggera 1978 - Lancio del giavellotto maschile
La gara del lancio del giavellotto maschile si è tenuta il 29 e 30 agosto.

## Risultati

### Qualificazioni
| Pos | Nome               | Nazione          | Misura | Note |
| --- | ------------------ | ---------------- | ------ | ---- |
| 1   | Ferenc Paragi      | Ungheria         | 86.04  | Q    |
| 2   | Nikolay Grebnyev   | Unione Sovietica | 85.18  | Q    |
| 3   | Helmut Schreiber   | Germania Ovest   | 85.16  | Q    |
| 4   | Wolfgang Hanisch   | Germania Est     | 84.50  | Q    |
| 5   | Antero Puranen     | Finlandia        | 84.42  | Q    |
| 6   | Miklós Németh      | Ungheria         | 83.48  | Q    |
| 7   | Sándor Boros       | Ungheria         | 83.22  | Q    |
| 8   | Pentti Sinersaari  | Finlandia        | 82.46  | Q    |
| 9   | Michael Wessing    | Germania Ovest   | 81.84  | Q    |
| 10  | Seppo Hovinen      | Finlandia        | 80.94  | Q    |
| 11  | Detlef Michel      | Germania Est     | 80.48  | Q    |
| 12  | Terje Thorslund    | Norvegia         | 80.22  | Q    |
| 13  | Piotr Bielczyk     | Polonia          | 80.06  | Q    |
| 14  | Kenth Eldebrink    | Svezia           | 78.60  |      |
| 15  | Bjørn Grimnes      | Norvegia         | 78.58  |      |
| 16  | Josef Hanák        | Cecoslovacchia   | 78.56  |      |
| 17  | Raimo Pihl         | Svezia           | 78.42  |      |
| 18  | Per-Eric Smiding   | Svezia           | 76.36  |      |
| 19  | Peter Yates        | Regno Unito      | 75.82  |      |
| 20  | Tomáš Babiak       | Cecoslovacchia   | 75.20  |      |
| 21  | Tudorel Pirvu      | Romania          | 75.14  |      |
| 22  | Vincenzo Marchetti | Italia           | 71.80  |      |
| -   | Vasiliy Yershov    | Unione Sovietica | DQ     | Q†   |

†: Vasiliy Yershov squalificato per doping

### Finale
| Pos | Nome              | Nazione          | Misura | Note    |
| --- | ----------------- | ---------------- | ------ | ------- |
| 1   | Michael Wessing   | Germania Ovest   | 89.12  |         |
| 2   | Nikolay Grebnyev  | Unione Sovietica | 87.82  |         |
| 3   | Wolfgang Hanisch  | Germania Est     | 87.66  |         |
| 4   | Detlef Michel     | Germania Est     | 85.46  |         |
| 5   | Helmut Schreiber  | Germania Ovest   | 83.58  |         |
| 6   | Miklós Németh     | Ungheria         | 83.58  |         |
| 7   | Piotr Bielczyk    | Polonia          | 81.80  |         |
| 8   | Terje Thorslund   | Norvegia         | 80.42  |         |
| 9   | Ferenc Paragi     | Ungheria         | 79.08  |         |
| 10  | Sándor Boros      | Ungheria         | 78.78  |         |
| 11  | Pentti Sinersaari | Finlandia        | 77.10  |         |
| 12  | Seppo Hovinen     | Finlandia        | 73.08  |         |
| 13  | Antero Puranen    | Finlandia        | 72.74  |         |
| -   | Vasiliy Yershov   | Unione Sovietica | DQ     | Doping† |

†: Vasiliy Yershov squalificato per doping